# Тангра 2004/05

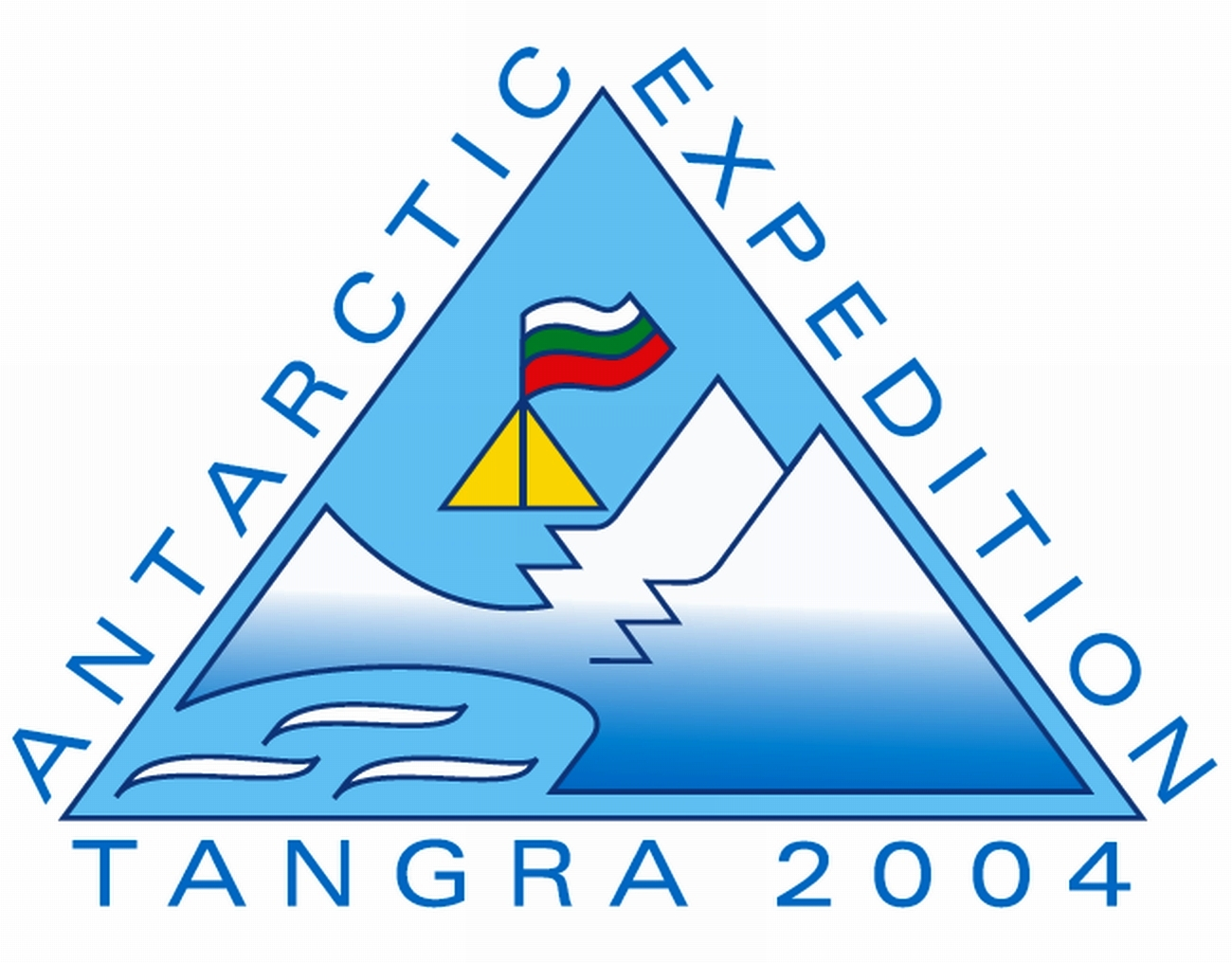
Логотип експедиції

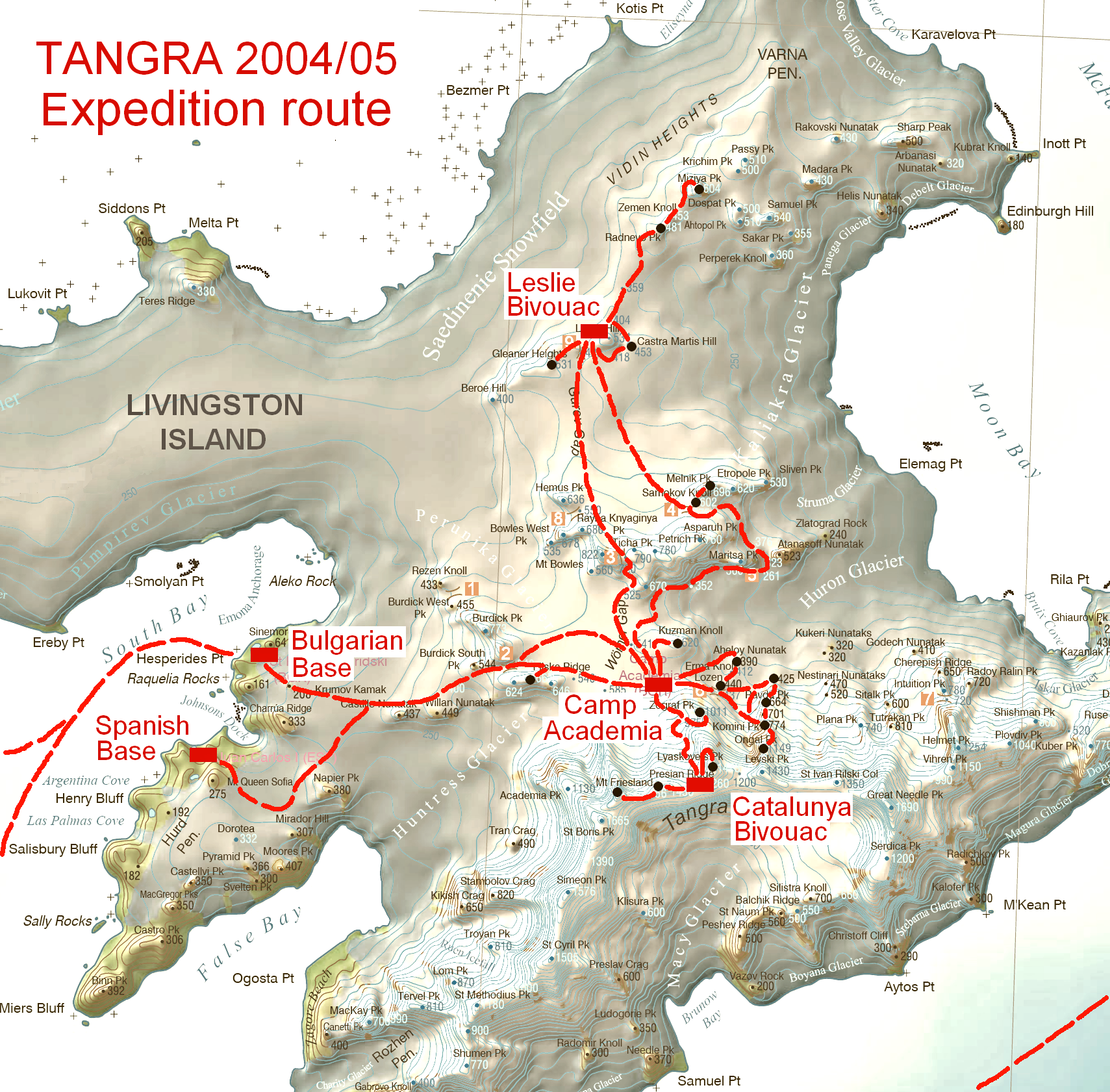
Маршрут експедиції

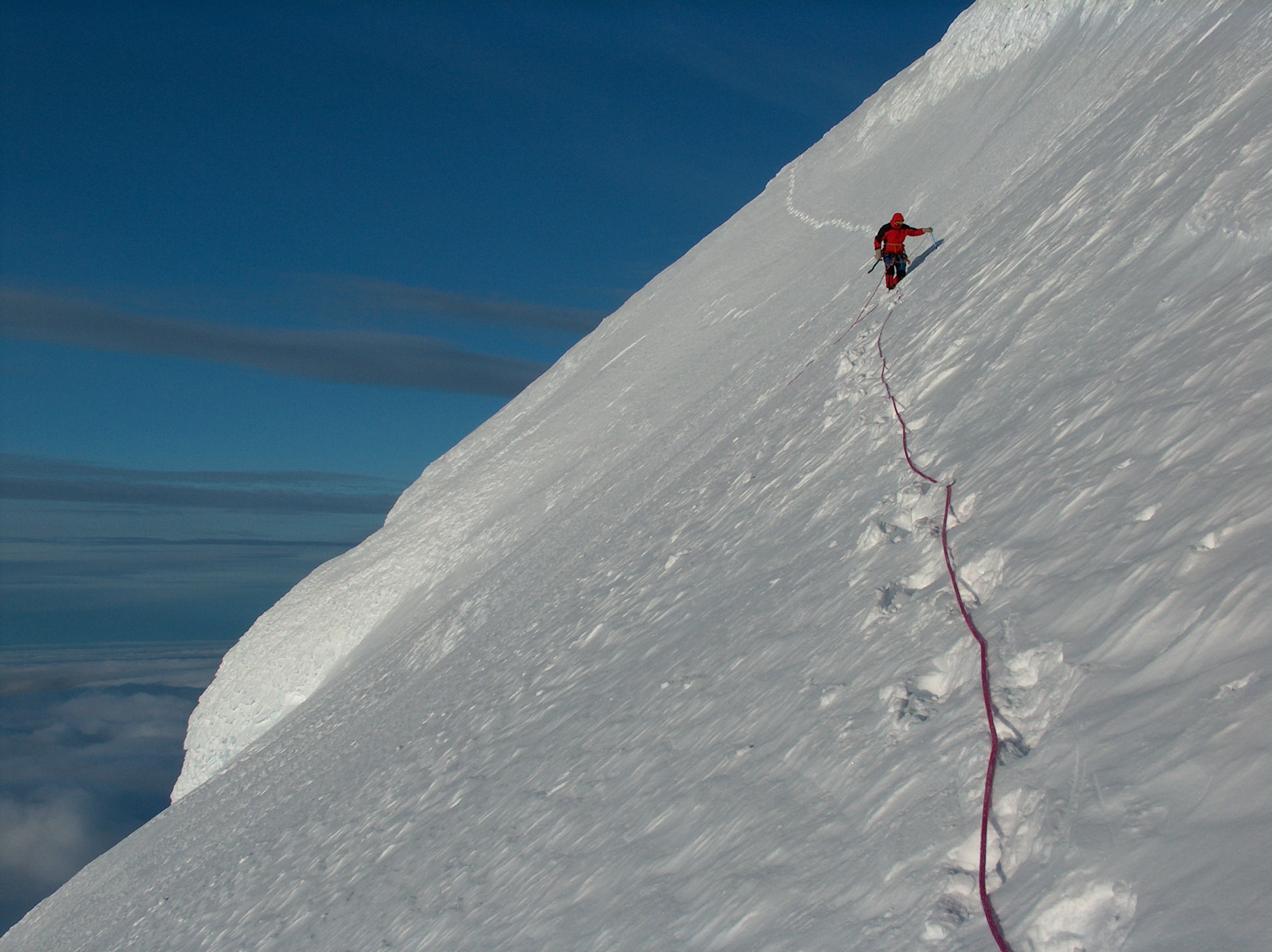
Місія обстеження. Західні схили піку Лясковець

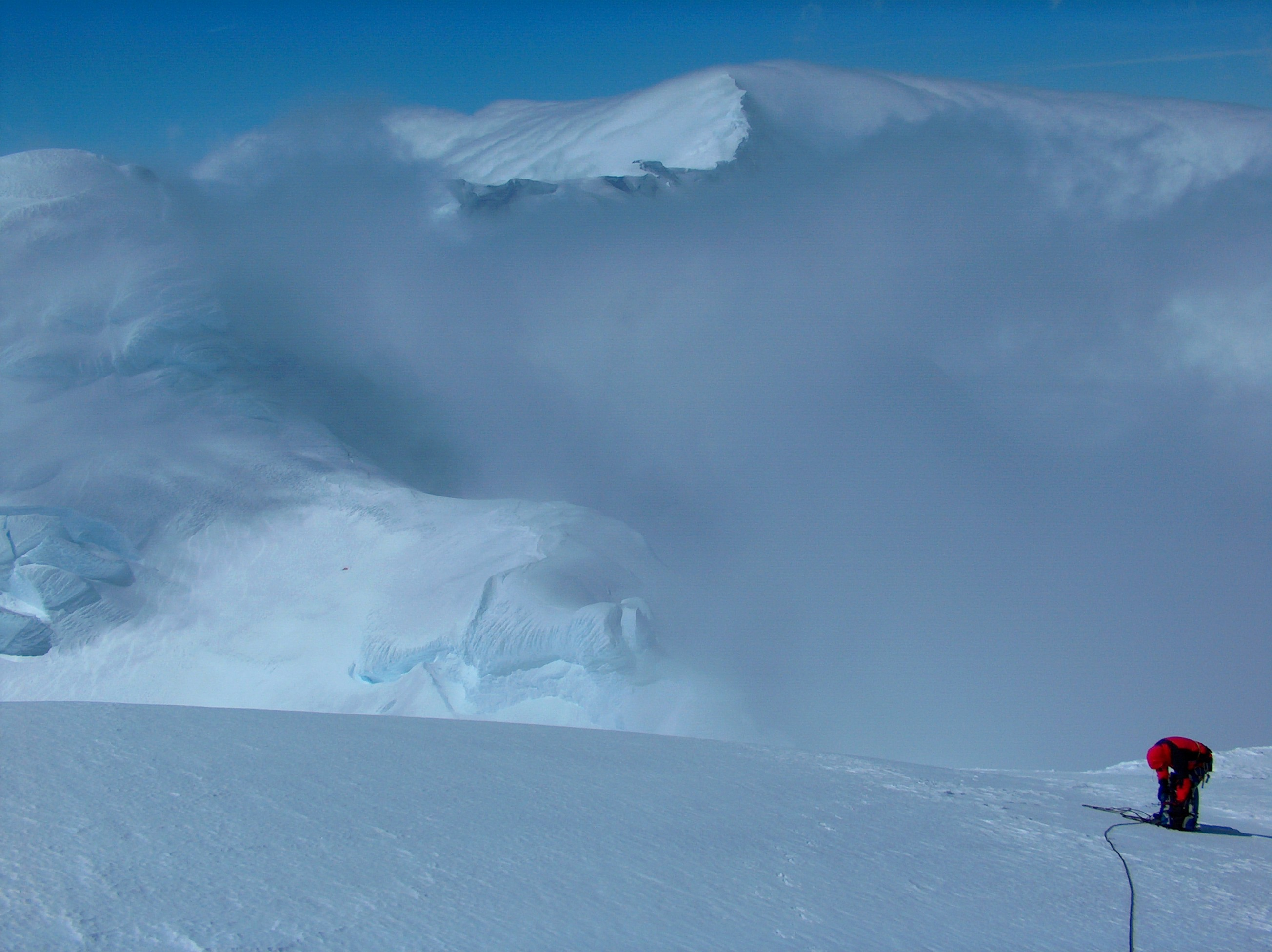
На вершині гір Тангра. Каталонське сідло з Презіанського хребта, на задньому плані - Кол. Св. Івана Рільського та Пік Великої Голки

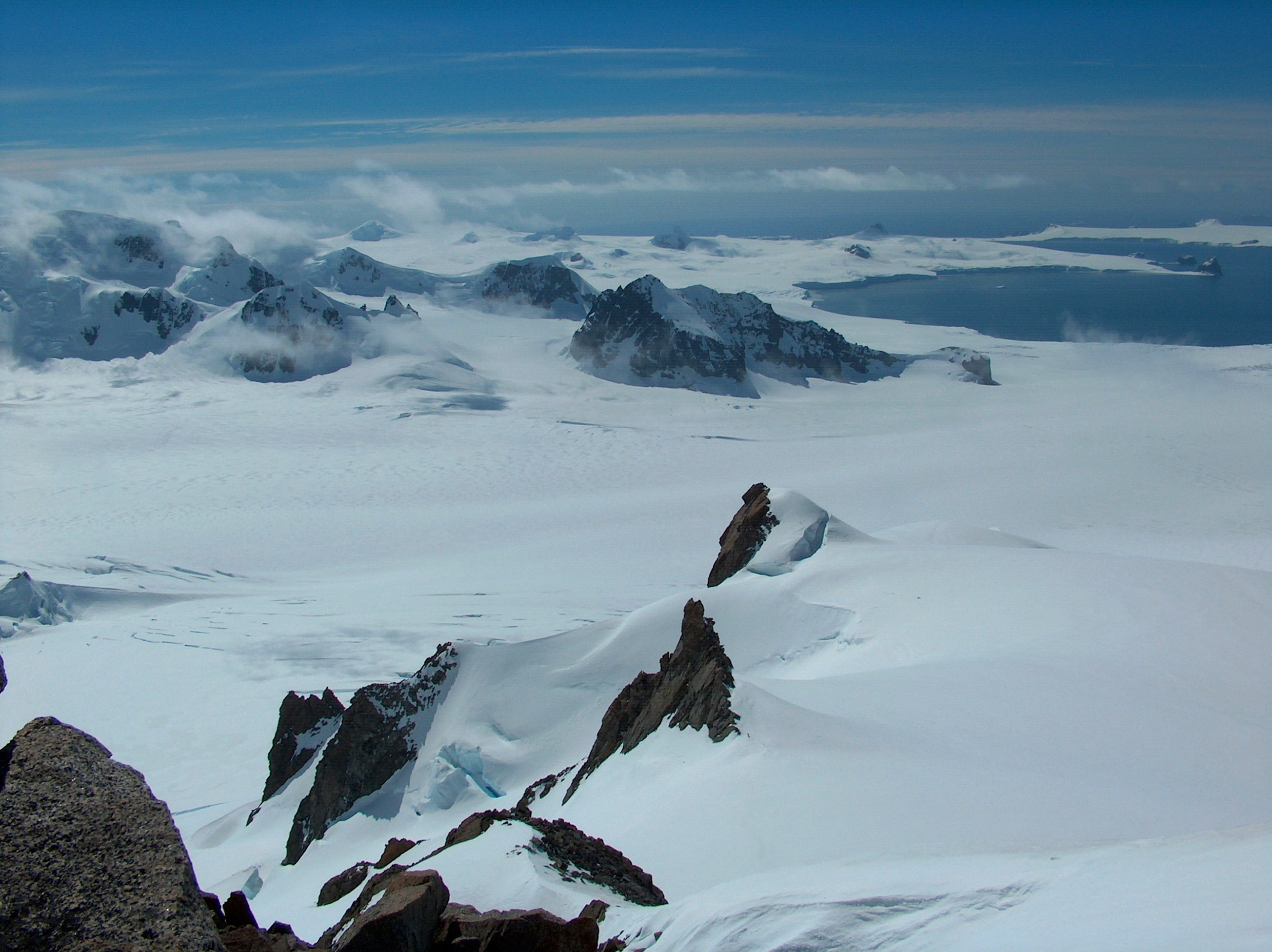
Польові роботи в хребті Левські. Нижній льодовик Гурон з піку Онгал, на задньому плані: східний хребет Боулз, півострів Варна і прохід Дрейк

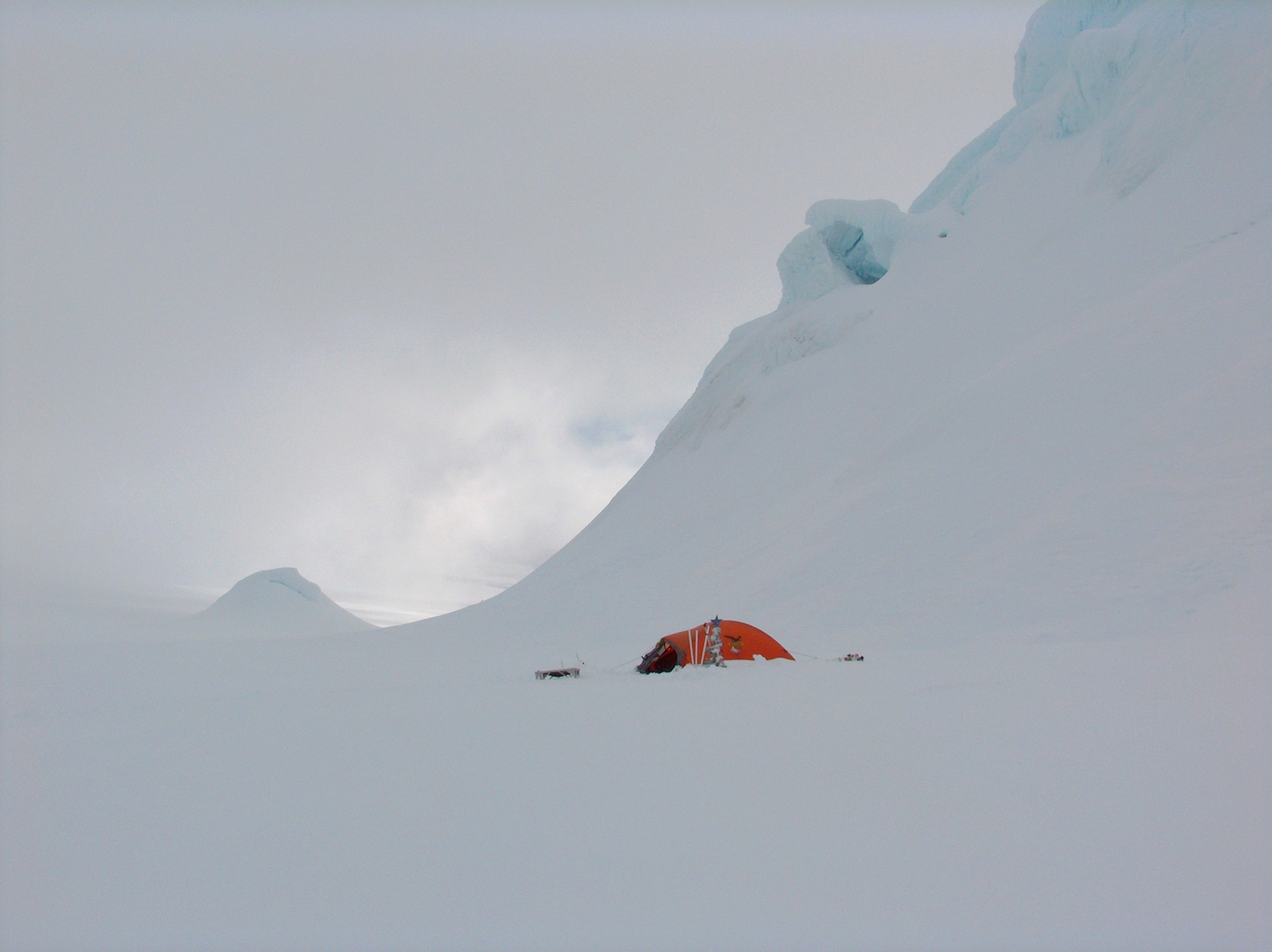
Бівак Леслі Гілл з Елхового розриву. Леслі Хілл знаходиться праворуч, ліворуч - Седіні Сноуфілд, а на задньому плані - Леслі Геп.

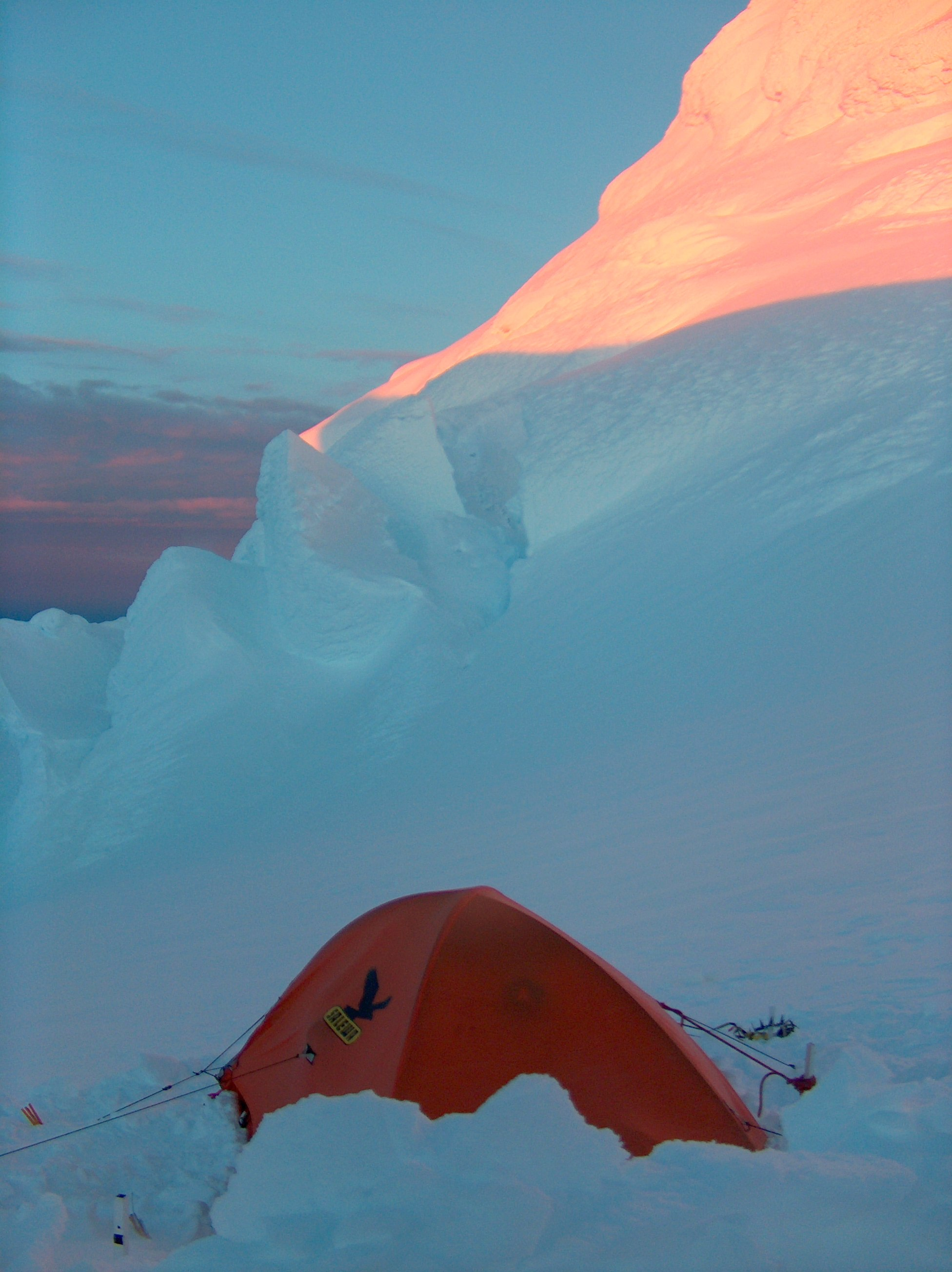
Бівак "Тангра" 2004/05 у Каталонійському сідлі

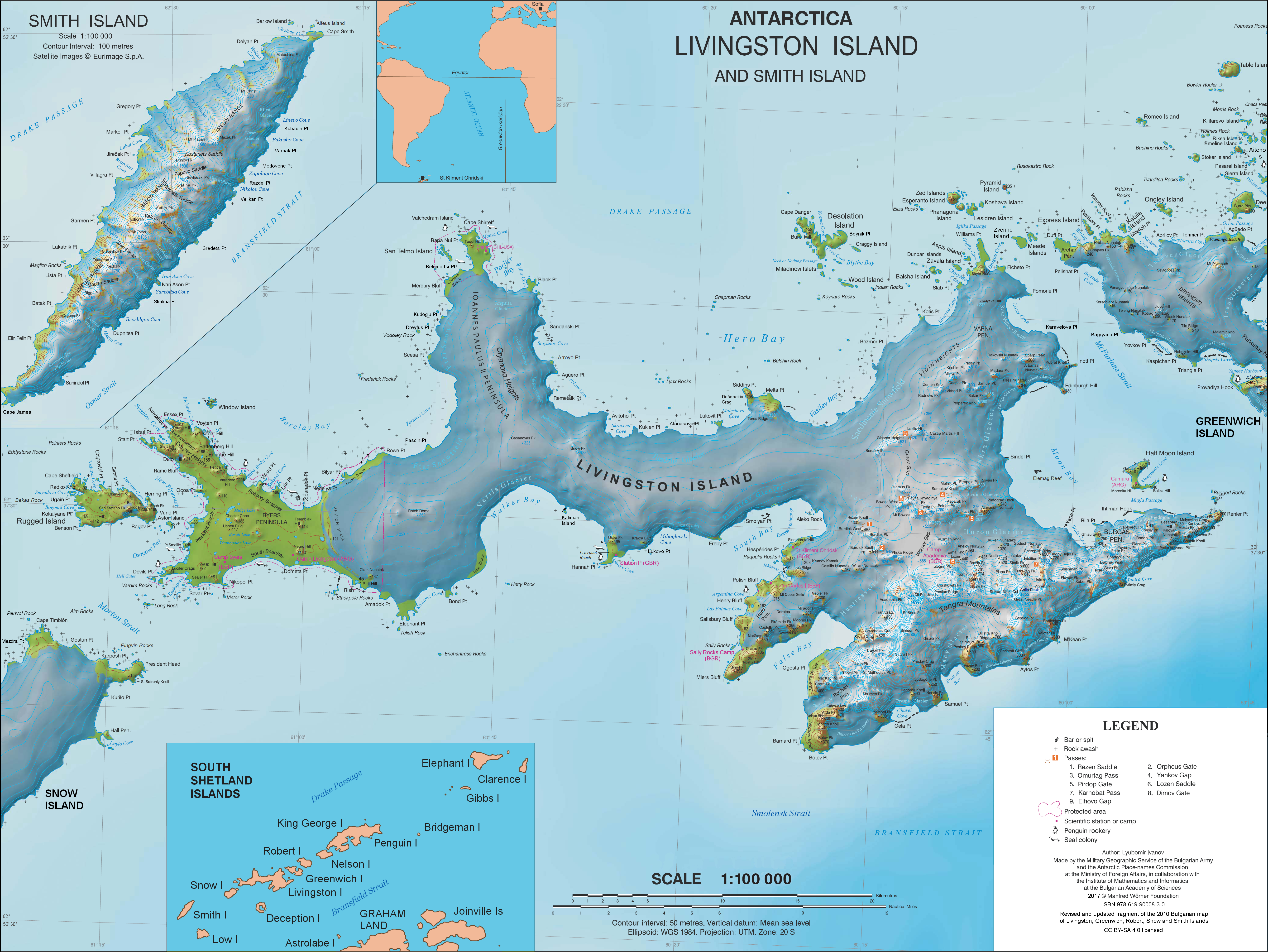
Топографічна карта острова Лівінгстон з базами та базовими таборами на острові

Експедиція "Тангра'' 2004/05 була замовлена Антарктичною комісією з географічних назв при Міністерстві закордонних справ Болгарії, якою керував Фонд Манфреда Вернера та за підтримки Болгарського антарктичного інституту, Інституту математики та інформатики Болгарської академії Наук, Болгарської пошти, Уругвайського антарктичного інститута, Сапсан (Австралія) та Petrol Ltd, TNT, Mtel, Bulstrad, Polytours, B. Бекяров та Б. Чернєв (Болгарія).

## Експедиційна команда
Доктор Любомир Іванов (керівник групи), старший науковий співробітник Інституту математики та інформатики Болгарської академії наук ; голова Комісії антарктичних топонімів ; автор болгарських антарктичних топонімічних настанов, що вводять, зокрема, сучасну офіційну систему романізації болгарської мови; учасник чотирьох болгарських антарктичних походів та автор перших болгарських антарктичних топографічних карт.
Дойчин Васильєв, болгарський альпініст, який піднявся на п'ять гімалайських 8000 м піків: Дхаулагірі (у 1995 р.), гора Еверест (1997 р.), Макалу (1998 р.) та Шишабангма та Чо Ою (1999 р.).

## Логістика та маршрут
Судна експедиції: корабель ВМС Уругваю ROU Vanguardia та російський дослідницький корабель "Академік Сергій Вавілов".
Наземні перевезення: чоловічі санки, лижі та трекінг.
Тривалість: з 14 листопада 2004 року по 29 січня 2005 року.
Антарктида: З 25 листопада 2004 року по 11 січня 2005 року;
Острів Лівінгстон: З 28 листопада 2004 року по 4 січня 2005 року;
Антарктична станція Святий Климент Охридський: 28 листопада - 8 грудня 2004 р. Та 2–4 січня 2005 р .;
Кемп Академія (541 м): 3 грудня 2004 року - 2 січня 2005 року;
Бівак Catalunyan Saddle(1255 м): 14–16 грудня 2004 р .;
Антарктична станція Хуан Карлос I : 18 грудня 2004 р .;
Бівак Elhovo Gap/Leslie Hill  (421 м): 24–28 грудня 2004 р .;
Мис Ханна: 4 січня 2005 р;
Острів Півмісяця: 8 січня 2005 року.

## Польові роботи
Команда Тангра 2004/05 подолала або на лижах, або пішки загальну дистанцію близько 200 км, в основному, в суворих погодних умовах і складну незнайому місцевість в східній частині острова Лівінгстон , в тому числі перший перетин хребта Боулзлі, і перший візит в Відін Хайтс, Gleaner Хайтс, Мелнік Рідж, Левський Рідж, седіненье сноуфілд, Каліакра льодовик, Струма льодовик, льодовик Гурон, Леслі Гап, Елхово Гап, Гурєв Гап, Янков Гап, Пірдопська брама , Лозенське сідло та вершини Лясковець, Зограф, Лозен Нунатак, Ерма Нолл, Ахелой Нунатак, Равда, Коміні, Онгал, Мельник, Кастра Мартіс Хілл, Раднево, Земен Нолл і Мізія, а також третє сходження на Презіанський хребет і вершину острова Фрісландія (1700 р.) м). Зокрема, дослідницька група пройшла головний гребінь гір Тангра між горою Фрісландія та піком Лясковець. 
Була зібрана велика геодезична та географічна інформація, що включає координати та дані про висоти, фактичну конфігурацію морської берегової лінії та зони без льоду, а також детальну фотодокументацію раніше не досліджених та віддалених районів у внутрішній частині острова Лівінгстон та острова Гринвіч.

## Спадщина
На підставі обстеження було вперше нанесено на карту 146 географічних об’єктів, а координати інших 8 об’єктів оновлено. Нова топографічна карта островів Лівінгстон та Гринвіч у масштабі 1: 100000 була опублікована в серпні 2005 року у вигляді 1802 друкованих копій, а також опублікована в електронній версії як на вебсайті Міністерства закордонних справ Болгарії, так і на Вікісховищі. Дані експедиції Тангра 2004/05 рр. Широко використовувались також на болгарській карті островів Лівінгстон, Гринвіч, Роберт, Сноу та Сміт 2009 року.
У зв'язку з роботою, проведеною експедицією Тангра 2004/05, 11 квітня та 4 листопада 2005 року було затверджено 126 нових болгарських назв безіменних географічних об'єктів на островах Лівінгстон та Гринвіч.
Лекції про результати експедиції читали на геолого-географічному факультеті Софійського університету, Міністерстві закордонних справ Болгарії, Державній комісії з інформаційної безпеки, муніципалітеті Раднево, тощо.
Польові роботи, проведені під час обстеження, були відзначені в 2012 році каналами Discovery Channel, Музеєм природознавства, Королівською колекцією та Британською антарктичною службою як визначна подія розвідки Антарктики.  

## Дивитися також
- Комісія з географічних назв Антарктики
- Табір Академія
- Гори Тангра
- Острів Лівінгстон
- Острів Півмісяця
- Острів Гринвіч
- Список болгарських топонімів в Антарктиді

## Мапи
- Тангра 2004/05 Експедиційний маршрут
- Л. Л. Іванов та ін., Антарктида: острів Лівінгстон та острів Гринвіч, Південні Шетландські острови (від Англійської протоки до протоки Мортон, з ілюстраціями та розподілом крижаного покриву), топографічна карта масштабу 1: 100000, Антарктична комісія з географічних назв Болгарії, Софія, 2005
- Л. Л. Іванов. Антарктида: Острів Лівінгстон та Гринвіч, Роберт, Сноу та Сміт. Масштаб 1: 120000 топографічної карти. Троян: Фонд Манфреда Вернера, 2010.ISBN 978-954-92032-9-5
- Л. Л. Іванов. Антарктида: острів Лівінгстон та острів Сміт . Масштаб 1: 100000 топографічної карти. Фонд Манфреда Вернера, 2017.ISBN 978-619-90008-3-0
- Антарктична цифрова база даних (ADD). Масштаб 1: 250000 топографічної карти Антарктиди. Науковий комітет з антарктичних досліджень (SCAR). З 1993 року регулярно модернізується та оновлюється

## Зовнішні посилання
- Антарктична експедиція Тангра 2004/05
- Антарктична комісія топонімів Болгарії
- Л. Л. Іванов, острів Лівінгстон : гори Тангра, пік Коміні, західний схил, новий скельний маршрут; Пік Лясковець, перший підйом; Пік Зограф, перший підйом; Відинські висоти, пік Мельник, хребет Мельник, перше сходження, The American Alpine Journal, 2005, стор. 312-315.
- Антарктида: Острів Лівінгстон, журнал Climb, випуск 14, Кеттерінг, Велика Британія, квітень 2006 р., С. 89-91.
- Гілдея, Д. Альпінізм в Антарктиді: повний путівник: Путівник. Primento and Editions Nevicata, 2015.ISBN 978-2-51103-136-0
- 14 листопада 2004: Тангра. Відкриття часової шкали Антарктиди . Вебсайт Discovery Channel UK, 2012.
- Іванов, Л. Загальна географія та історія острова Лівінгстон. В: Болгарські антарктичні дослідження: синтез . Видання Ч. Пімпірєв та Н. Чипєв. Софія: Університетська преса св. Климента Охридського, 2015. С. 17-28.ISBN 978-954-07-3939-7